# Дагоново
Даго́ново (болг. Даго̀ново) — село в Благоевградской области Болгарии. Входит в состав общины Белица. Находится примерно в 3 км к востоку от центра города Белица и примерно в 42 км к востоку от центра города Благоевград. По данным переписи населения 2011 года, в селе  проживало 742 человека.

## Население
| Год     | 1956 | 1965 | 1975 | 1985 | 1992 | 2001 | 2011 |
| ------- | ---- | ---- | ---- | ---- | ---- | ---- | ---- |
| Жителей | 438  | 509  | 533  | 639  | 720  | 709  | 742  |

| Национальность  | Человек | Процент |
| --------------- | ------- | ------- |
| болгары         | 118     | 17,46%  |
| турки           | 367     | 54,29%  |
| другие          | 149     | 22,04%  |
| не определились | 42      | 6,21%   |
| Всего ответов   | 676     |         |

|  |